# 冷寅东
冷寅东（1894年—1982年10月11日），字薰南，四川省大邑县灌口场人。中华民国军事将领、中华人民共和国政治人物。

## 生平

### 民国时期
冷寅东早年考入四川陆军小学第五期。1911年，投入四川保路运动。继入四川陆军军官学校第一期学习。1913年，他离开军校到重庆，继往南京，在京沪地区参加讨袁之役，失败后回四川。途经万县，又参加卢师谛团的反袁战斗。1916年，在成都被捕入狱，护国军进入四川占据成都后，始被释放，加入护国军罗佩金部，任十二支队副队长兼营长。升任川军第四师团副，旋因该师遭解散而失职。1918年，参加护法战争，到川军陈洪范旅任参谋。1920年，在陈部二师任营长，继升团长。1925年4月，升任川军第8师第1混成旅旅长兼总指挥，后担任第十二师师长，对杨森部作战。被击败后，收编残部归军务帮办刘文辉节制。从此，成为刘文辉的部将。
1928年秋，冷寅东任川康边防副总指挥兼川康边防司令。1929年，兼任川康边防军第一师师长。在刘湘、刘文辉大战中，任第二、四路总指挥参战。不久二刘议和，又充当刘文辉的和谈代表，签订停战协定。1932年，成都少城公园举行五·九国耻纪念会，遭到军警镇压，印刷工人邹泽滋（邹趣涛）被捕。车耀先以“基督教改进会”名义联络各团体组织“援邹大会”，准备发动大规模游行示威。三军军警联合处处长向传义准备逮捕车耀先，冷寅东派人护送他到上海。1933年春，二刘之战又开战端，冷寅东担任第四路总指挥防守三渡水至灌县一带。刘文辉部节节败退之时，决定将张志和、林云根、冷寅东等异姓将领放在一线，由于前线将领缺兵少粮，致使刘文辉与部将逐渐失和。毗河之役中，刘文辉部大败，夏首勋、冷寅东率残部向雅安退去，但遭到刘文辉又以无粮食供应拒绝。同时，刘湘发令要求刘文辉在洪雅对岸部队遣散作为停战条件。因此，8月24日，冷寅东发出通电自动离职引退，从此脱离军界；刘文辉退守西康，四川军阀内战最终结束。
刘湘统一四川后，冷寅东投靠刘湘，于1935年被任命为第六行政督察专员公署专员。任内，以“保境息民”的方针治理辖区。1938年3月13日，中共党员古永材说服冷寅东主持成立的国际反侵略运动大会中国分会四川省宜宾区会。它吸收了党、政、军、民、机关、法团、学校、宗教界、文化界和知名人士参加，冷寅东兼任会长，古永材任秘书长。办公室设在《金岷日报》社楼，之后发表书面宣言，号召大家“为团结同胞，反对侵略”。
1943年，冷寅东调任四川省政府委员，之后兼任省府禁烟善后督理处处长。1948年，王陵基任四川省主席后，他被免职。1949年4月15日，在当地绅士徐孝刚、钟体乾等多人的极力推荐下，冷寅东出任成都市市长。任内掩护中共地下党员熊扬等人，并组织保护成都市政设施。随着1949年9月，第二野战军围攻四川，冷寅东自感成都迟早失守，主动与中共地下党沟通。12月25日，在智育电影院中，冷寅东召开了全市各方面人士约600人的大会，在大会上宣布了通电起义。12月29日，解放军第十八兵团参谋长张经武率先遣队入成都，交换城防。12月30日，成都举行人民解放军入城仪式，贺龙、李井泉率领主力进入成都，并正式接管城防。

### 共和国时期
中华人民共和国成立后，1950年出席川西区各界人民代表会议，冷寅东出任川西行署委员。1953年，担任四川省人民政府委员兼江津专区副专员、四川省人大代表。1958年，任四川省政协常委。1980年，当选全国政协委员。1982年10月11日，病逝于成都，享年88岁。